# Dżannat Salih at-Tajjib
Dżannat Salih at-Tajjib (arab. جناة صالح الطيب) – wieś w Syrii, w muhafazie Aleppo, w dystrykcie Manbidż. W 2004 roku liczyła 793 mieszkańców.